# Ernst Streeruwitz

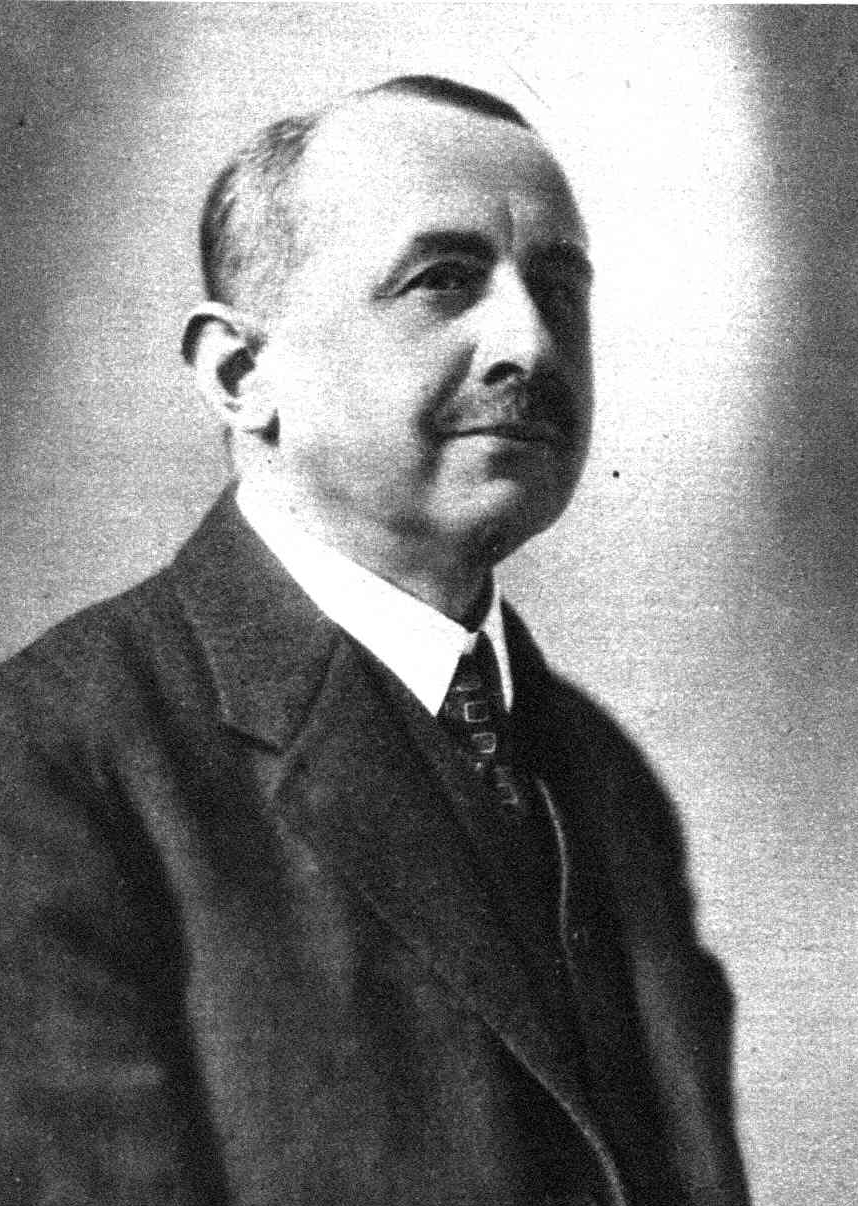
Ernst Streeruwitz

Ernst Ritter Streer von Streeruwitz (Mies, Bohemen 23 september 1874 – Wenen 23 oktober 1952), was een Oostenrijks politicus, industrialist en militair.

## Biografie

### Achtergrond, opleiding en vroege carrière
Ernst Ritter Streer von Streeruwitz werd op 23 september 1874 in Mies (Stříbro) in de Bohemen geboren. Hij was de zoon van Georg Adolf Streer Ritter von Streeruwitz, Landdag en Rijksraadafgevaardigde. Hij stamde uit een van oorsprong Friese familie die tijdens de Dertigjarige Oorlog werd geadeld.
Ernst Streeruwitz bezocht het gymnasium en studeerde aan de militaire academie in Wiener Neustadt.
In 1895 werd hij bevorderd tot luitenant en diende als beroepsofficier bij het 7de k. u. k. Dragonder-regiment. In 1899 werd hij docent aan de Kriegsschule van Wiener Neustadt. In 1900 nam hij om gezondheidsredenen ontslag uit militaire dienst en was vervolgens en studeerde vervolgens vier jaar rechten aan de Universiteit van Wenen. Hij was vervolgens werkzaam als ondernemer. Van 1904 tot 1913 was hij directeur van Cosmanos AG, dat zich toentertijd in de Bohemen bevond.

### Eerste Wereldoorlog
Ernst Streeruwitz werd bij het uitbreken van de Eerste Wereldoorlog ongeschikt geacht voor militaire dienst. Desondanks diende hij korte tijd als ritmeester, maar was nadien werkzaam op het ministerie van Oorlog. Hij zette zich vooral in voor de bescherming van krijgsgevangenen en werd vanwege zijn verdiensten onderscheiden met de Frans Jozef-Orde, de Signum Laudis (militaire verdienstenorde) en het IJzeren Kruis.

### Politieke carrière
Ernst Streeruwitz werd na de oorlog directeur van de Neunkircher Druckfabrik AG, in 1925 werd hij president-directeur. Hij zat ook in raden van commissarissen van diverse banken.
Streeruwitz was lid van de Christelijk-Sociale Partij (Christlichsoziale Partei) en was van 1923 tot 1934 lid van de Nationale Raad (Oostenrijks parlement). Alszodanig vertegenwoordigde hij de Oostenrijkse industrie in het parlement. Hij zat in talrijke parlementaire commissies.
Na het terugtreden van mgr. Ignaz Seipel als bondskanselier volgde Streeruwitz hem op 4 mei 1929 op. Hij werd tevens bondsminister van Buitenlandse Zaken. In september 1929 onderhandelde hij in Genève over de beëindiging van de herstelbetalingen als gevolg van het verliezen van de Eerste Wereldoorlog.
Streeruwitz kreeg tijdens zijn korte bewind te maken met de extreemrechtse en fascistische Heimwehr. De Heimwehren waren gekant tegen zijn regering en op 25 september 1929 trad Streeruwitz als bondskanselier af. Voor zijn aftreden droeg hij Johann Schober voor als bondskanselier.
Van 1930 tot 1935 was Streeruwitz voorzitter van de Weense Kamer van Koophandel (van 1927 tot 1930 was hij vicevoorzitter). Daarnaast was hij lid van de raad van bestuur van de Bond voor Industrie en de Vereniging van Vrienden van de Technische Hogeschool van Wenen.

### Laatste jaren
In 1934 steunde Streeruwitz de instelling van de corporatieve staat (Ständestaat) en het bewind van de bondskanseliers Engelbert Dollfuss en Kurt Schuschnigg. In 1938 gaf hij zijn goedkeuring aan de Anschluss van Oostenrijk bij nazi-Duitsland.
Ernst Streeruwitz overleed op 23 oktober 1952, op 78-jarige leeftijd in Wenen.

## Verwijzingen
1. ↑  Met de instelling van de republiek (1918) werd in 1920 de adel "afgeschaft." Edelen verloren hun titel en ook het adellijke predicaat "von" mocht niet meer worden gebruikt. Men trachtte hierdoor een soort egalité te scheppen, maar het afschaffen van de adel als sociale groepering door het voeren van titels te verbieden is natuurlijk onmogelijk.
2. ↑  (de)  Biografie + foto op aeiou[dode link]

Karl Renner · Michael Mayr · Johann Schober · Walter Breisky · Johann Schober · Ignaz Seipel · Rudolf Ramek · Ignaz Seipel · Ernst Streeruwitz · Johann Schober · Carl Vaugoin · Otto Ender · Karl Buresch · Engelbert Dollfuss · Kurt Schuschnigg · Arthur Seyss-Inquart · Karl Renner · Leopold Figl · Julius Raab · Alfons Gorbach · Josef Klaus · Bruno Kreisky · Fred Sinowatz · Franz Vranitzky · Viktor Klima · Wolfgang Schüssel · Alfred Gusenbauer · Werner Faymann · Christian Kern · Sebastian Kurz · Hartwig Löger · Brigitte Bierlein · Sebastian Kurz · Alexander Schallenberg · Karl Nehammer · Alexander Schallenberg · Christian Stocker